# Luigi Pulci
Luigi Pulci, född 15 augusti g.s. 1432 i Florens, död 11 november g.s. 1484 i Padua, var en italiensk renässansskald, mest känd för sitt episka och parodiska diktverk Morgante, utgiven åren 1478–1483, om en jätte som omvänds till kristendomen och slår följe med den kristne förkämpen Orlando (riddare Roland) på dennes äventyr. Verket är inte översatt till svenska (2020).

## Morgante
Morgante består av 28 cantos eller sånger. Antalet strofer i varje sång varierar mellan ett femtiotal och upp till över 300, allihop skrivna på versmåttet ottava rima. Det är en berättande dikt och den skildrar äventyr som jätten Morgante är med om tillsammans med bland andra den filosofiskt lagde demonen Astarotte och den glupske halvjätten Margutte, i bekämpandet av saracener. Den utgår löst från en karolingisk berättartradition, med den omskrivne paladinen Roland i spetsen, men Luigi Pulci hämtade också många karaktärer från Florens gatuliv och motiv från folkkära dikter som vanligtvis sjöngs av historieberättare på torgen (piazzorna). På så sätt utvecklade han en rik och färggrann räcka med komiska och parodiska episoder. Morgante stupar så småningom i sviterna av ett bett från en krabba, Margutte dör mitt i ett skrattanfall. 
Dikten påbörjades 1460-61 i den ytterligt borgerliga och patriarkala miljön kring Florens regerande bankir Cosimo de' Medici på anmodan av dennes litterärt bevandrade svärdotter Lucrezia Tornabuoni. Arbetet pågick därefter medan såväl sonen Piero di Cosimo de' Medici som sonsonen il Magnifico Lorenzo de' Medici regerade. Under arbetets gång lästes dikten upp vid tillställningar. En frejdig florentinsk humor, ett borgerligt tänkande och leverne parat med fria fantasier, på ett språk som sträcker sig från förbrytarslang till litterär eller vetenskaplig latin. Det är ett språk som skiljer sig markant från den tidiga renässansens. Eftersom föga respekt för kristna trosuppfattningar och kristen korstågsideologi visas, framkallade verket en mängd invändningar från kyrkligt håll. Som helhet motsvarar arbetet en grovkornig komedi med vardaglig samtalston. Bland lingvister ses det som experimentellt.
Morgante utgavs första gången 1478 och innehöll då 23 sånger. Efter ytterligare två upplagor lade Pulci till de fem sista sångerna i 1483 års utgåva. Denna utökade upplaga kallas emellanåt i litteraturen för il Morgante maggiore, det vill säga "den större Morgante". Dessa fem avslutande sånger bygger på ett äldre – "mörkt dramatiskt" – italienskt verk från 1300-talet, La Spagna, vilket tillskrivs florentinaren Sostegno di Zanobi. La Spagna är i sig en bearbetning av historien om frankerkungen Karl den stores försök att kuva morernas Spanien, med bland annat riddare Rolands tre dagar långa duell på liv och död mot Ferraù och hans heroiska död under slaget vid Roncesvalles.
År 1517 utkom Luigi Pulcis Morgante på franska, omarbetad till roman. En fri översättning till alemanniska år 1530 byggde på denna franska version. I första kapitlet av 1615 års utökade upplaga av Don Quijote omnämns Morgante av Miguel Cervantes som en förebild för den tokige adelsjunkern tillsammans med riddare Rolands baneman och ett par tre till. "Han talade mycket väl om Morgante," skriver Cervantes, "ty fastän han var en av jättarna - vilka alla är övermodiga och ohövliga - var denne vänlig och belevad." År 1819-20 översatte Lord Byron Canto 1 av Morgante till engelska. Enligt honom delar Luigi Pulci äran av att ha utformat Ariostos stil i Den rasande Roland med den allvarligare och något yngre Matteo Maria Boiardo.

### Aktuella utgåvor avMorgante
- Morgante, en italiensk utgåva (Mondadori, 1994)
- Morgante: The Epic Adventures of Orlando and His Giant Friend, en fullständig engelskspråkig översättning av Joseph Tusiani. Introduction and notes by Edoardo Lèbano (Indiana University Press, 1998)
- Morgante, en tyskspråkig översättning av E. och H. Heintze, 4 band (Glienicke: Galda Verlag, 2008)

### Fotnoter
1. 1 2  Edoardo A. Lèbano (1998)
2. 1 2   Baldi, Giusso, Razetti, Zaccaria: dal testo alla storia dalla storia al testo, Volume B: Umanesimo, Rinascimento, l'età della Controriforma (Torino: Paravia, 1998)
3. ↑  Natalie R. Tomas (2003), s 44
4. ↑  Joachim Wink (2007)
5. ↑  Peter Brand/Lino Pertile (1999)
6. ↑  (italienska)
La Spagna i sin helhet nuovorinascimento.org
7. ↑  Om förhållandet mellan de franska och alemanniska versionerna, se Morgant der Riese in deutscher Übersetzung des XVI. Jahrhunderts. Hrsg. von Albert Bachmann. Tübingen 1890 (Bibliothek des litterarischen Vereins in Stuttgart, 184), Einleitung.
8. ↑  Edvard Lidforss tolkning i 1979 års upplaga av Don Quijote, s 26.
9. ↑  
Lord Byrons översättning av Canto 1 med inledning av honom själv, samt en sentida kommentar. www.newstaedabbeybyronsociety.org